# 埼玉県道8号川越入間線

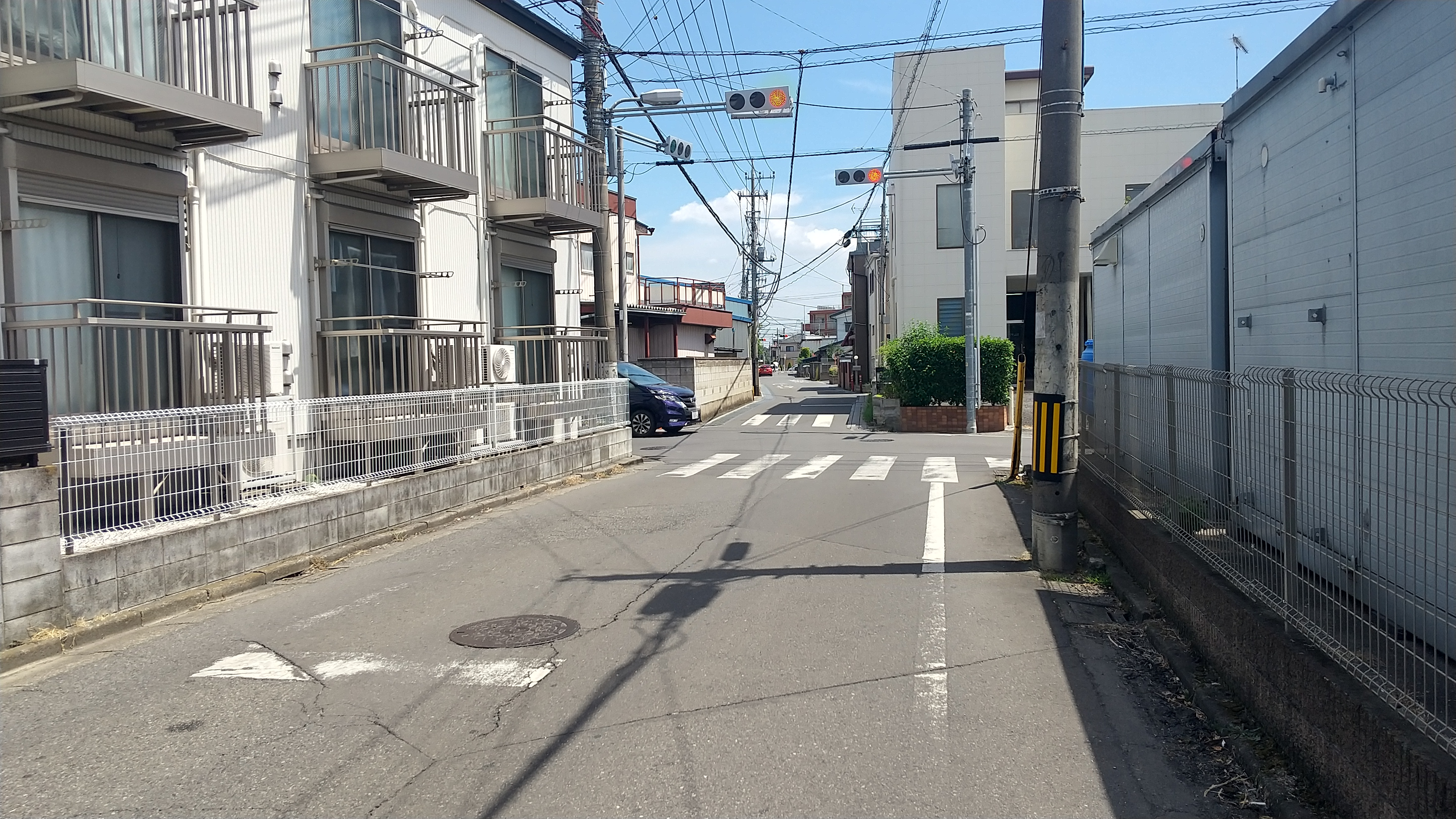
川越市砂新田付近

埼玉県道8号川越入間線（さいたまけんどう8ごうかわごえいるません）は、埼玉県川越市新河岸駅付近の国道254号交点から、入間市宮寺交差点までの県道（主要地方道）である。狭山市内の中新田交差点付近から入間市内の藤沢交差点付近にかけては、「茶つみ通り」とも呼ばれている。

## 歴史
埼玉県道18号宮寺川越線として指定された後、川越市内の新河岸駅付近の国道254号交点まで新規に整備された。
1994年4月1日、新規に整備された区間も県道に追加指定され、宮寺川越線と併せて埼玉県道8号川越入間線となった。同日、路線の整理により宮寺川越線は廃止となった。

## 地理

### 通過する自治体
- 川越市
- 狭山市
- 入間市

### 交差する道路
| 交差する道路                              | 交差点名       | 所在地 | 所在地 | 所在地 |
| ----------------------------------------- | -------------- | ------ | ------ | ------ |
| 国道254号・埼玉県道336号今福木野目線      |                | 川越市 | 砂     |        |
| 埼玉県道6号川越所沢線                     | 今福           | 川越市 | 今福   |        |
| 埼玉県道340号中新田入間川線               | 中新田         | 狭山市 | 中新田 |        |
| （草刈街道）                              | 堀兼下         | 狭山市 | 堀兼   |        |
| 埼玉県道126号所沢堀兼狭山線（東京狭山線） | 堀兼           | 狭山市 | 堀兼   |        |
| 埼玉県道50号所沢狭山線（つつじ通り）      | 入曽           | 狭山市 | 南入曽 |        |
| 埼玉県道225号入曽停車場線                 |                | 狭山市 | 南入曽 |        |
| 国道463号（行政道路）                     | 藤沢           | 入間市 | 下藤沢 |        |
| 埼玉県道224号武蔵藤沢停車場線             | 武蔵藤沢駅入口 | 入間市 | 下藤沢 |        |
| 国道463号（所沢入間バイパス）             | 上藤沢         | 入間市 | 上藤沢 |        |
| 国道16号                                  | 宮寺           | 入間市 | 宮寺   |        |

### 通過する鉄道と河川
- 不老川（砂久保橋）
- 不老川（山王橋）
- 西武新宿線
- 西武池袋線
- 不老川（藤沢橋）

### 沿道の施設
| 施設                                                           | 所在地 |
| -------------------------------------------------------------- | ------ |
| 川越市立高階北小学校                                           | 川越市 |
| 明見院                                                         | 川越市 |
| 西武川越病院                                                   | 川越市 |
| 狭山市役所堀兼公民館・堀兼地区センター                         | 狭山市 |
| 狭山市立堀兼小学校                                             | 狭山市 |
| 狭山市立堀兼中学校                                             | 狭山市 |
| 狭山市立山王小学校                                             | 狭山市 |
| 狭山市入曽公民館・入曽地区センター                             | 狭山市 |
| 金剛院                                                         | 狭山市 |
| 西武鉄道入曽駅                                                 | 狭山市 |
| 狭山モータースクール                                           | 狭山市 |
| ジェーソン 入間下藤沢店                                        | 入間市 |
| 山田うどん 武蔵藤沢店                                          | 入間市 |
| 狭山ヶ丘高等学校・付属中学校                                   | 入間市 |
| 埼玉西部消防組合入間消防署藤沢分署                             | 入間市 |
| 入間市役所藤沢支所・入間市立藤沢公民館・入間市立図書館藤沢分館 | 入間市 |
| 稲荷神社                                                       | 入間市 |

## ギャラリー

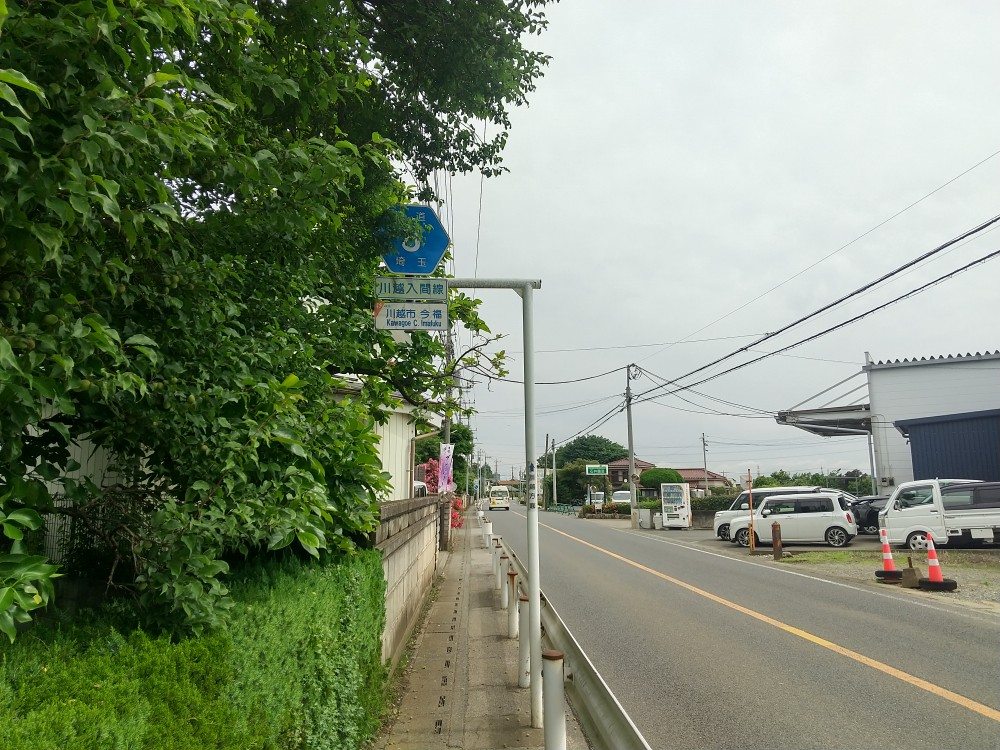
川越市今福付近
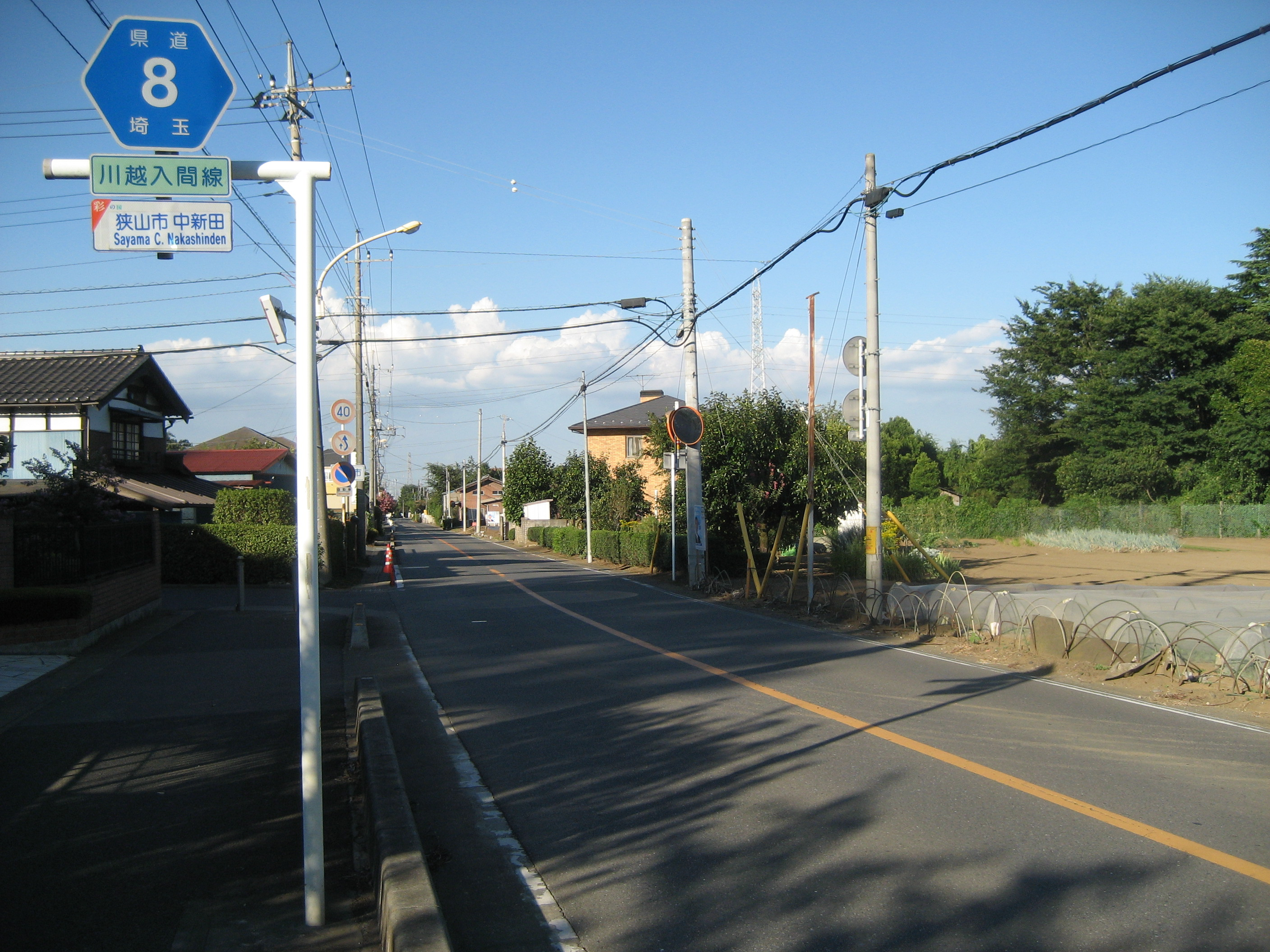
狭山市中新田付近
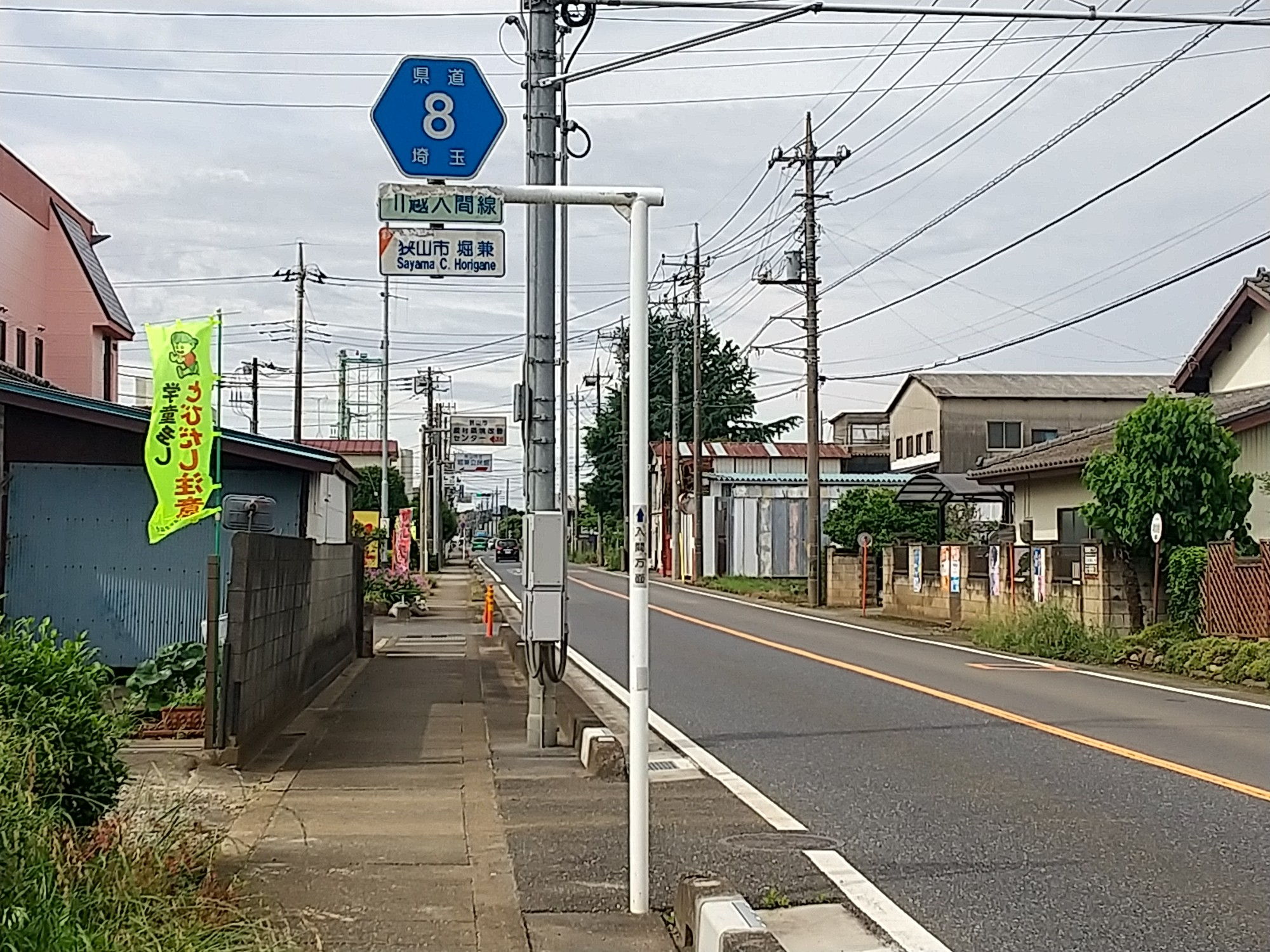
狭山市堀兼付近
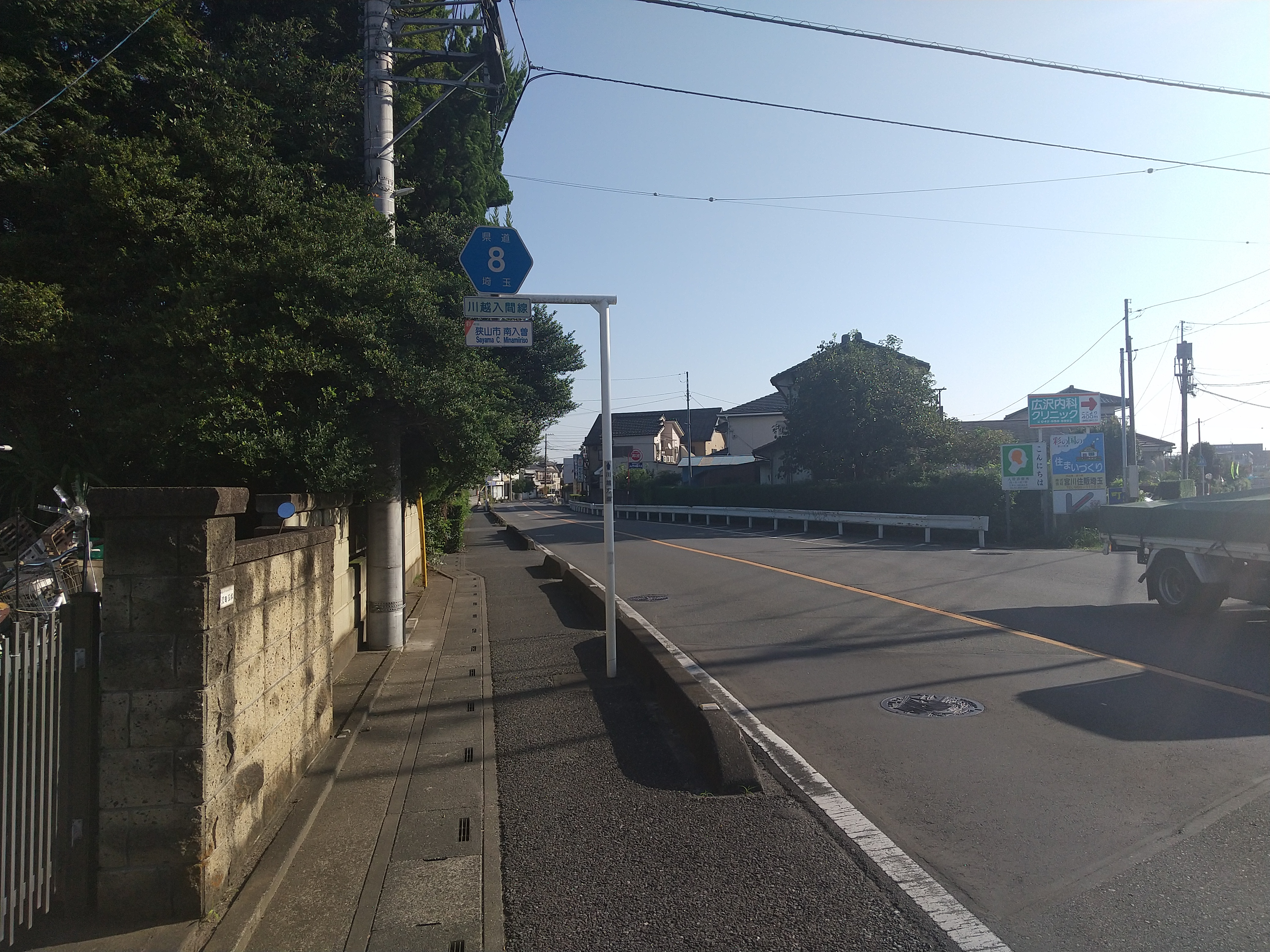
狭山市南入曽付近
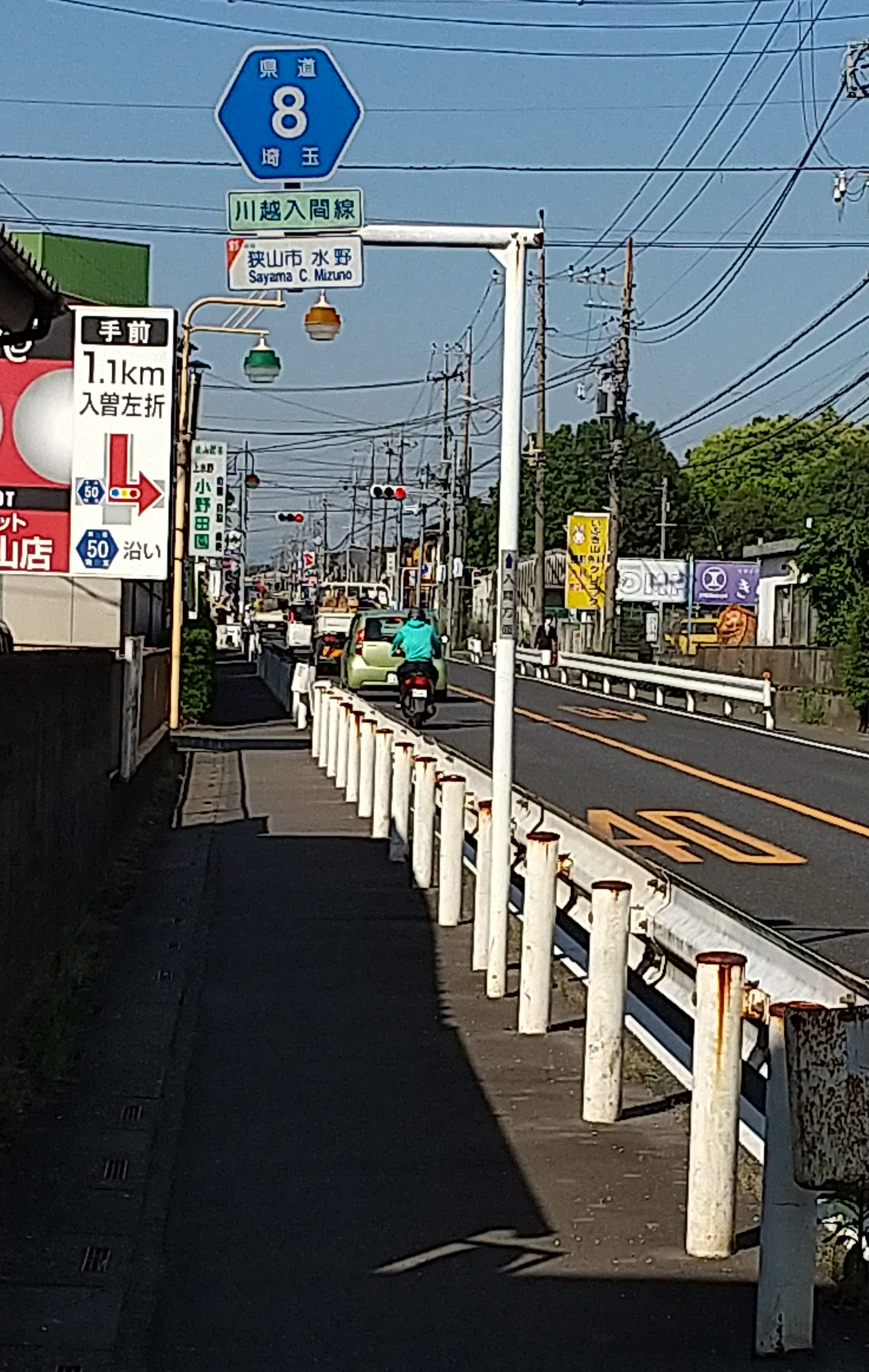
狭山市水野付近
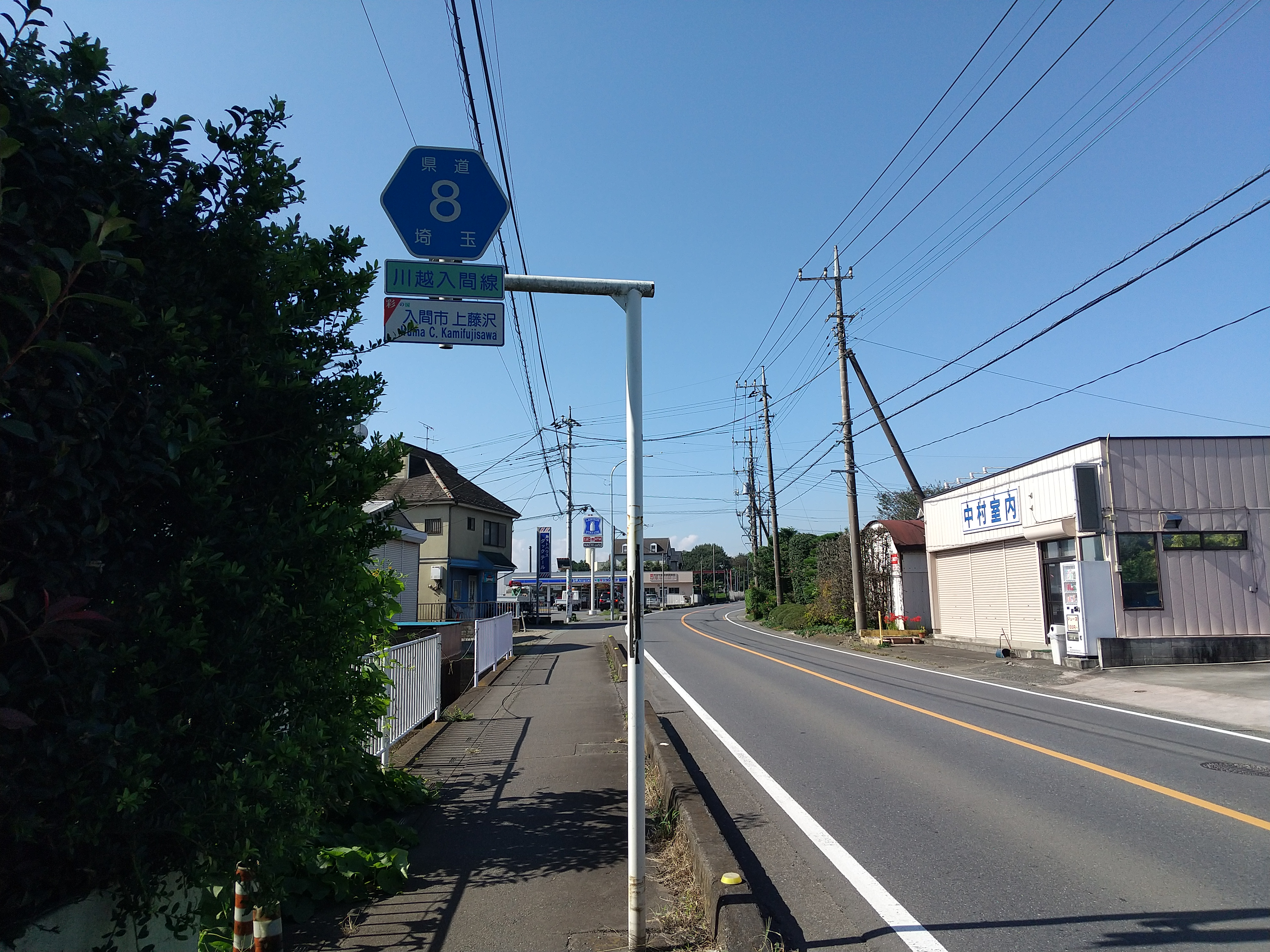
入間市上藤沢付近
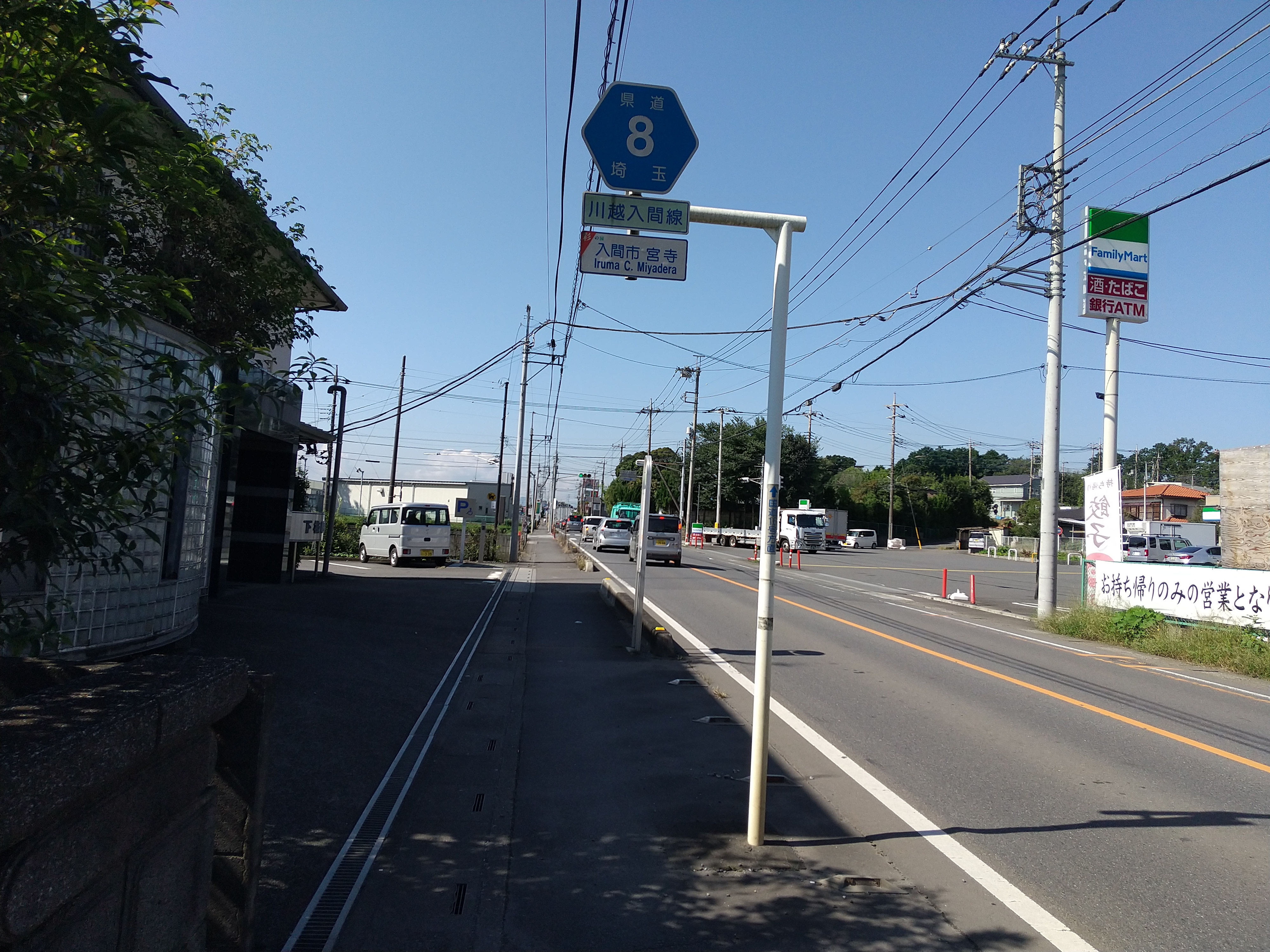
入間市宮寺付近
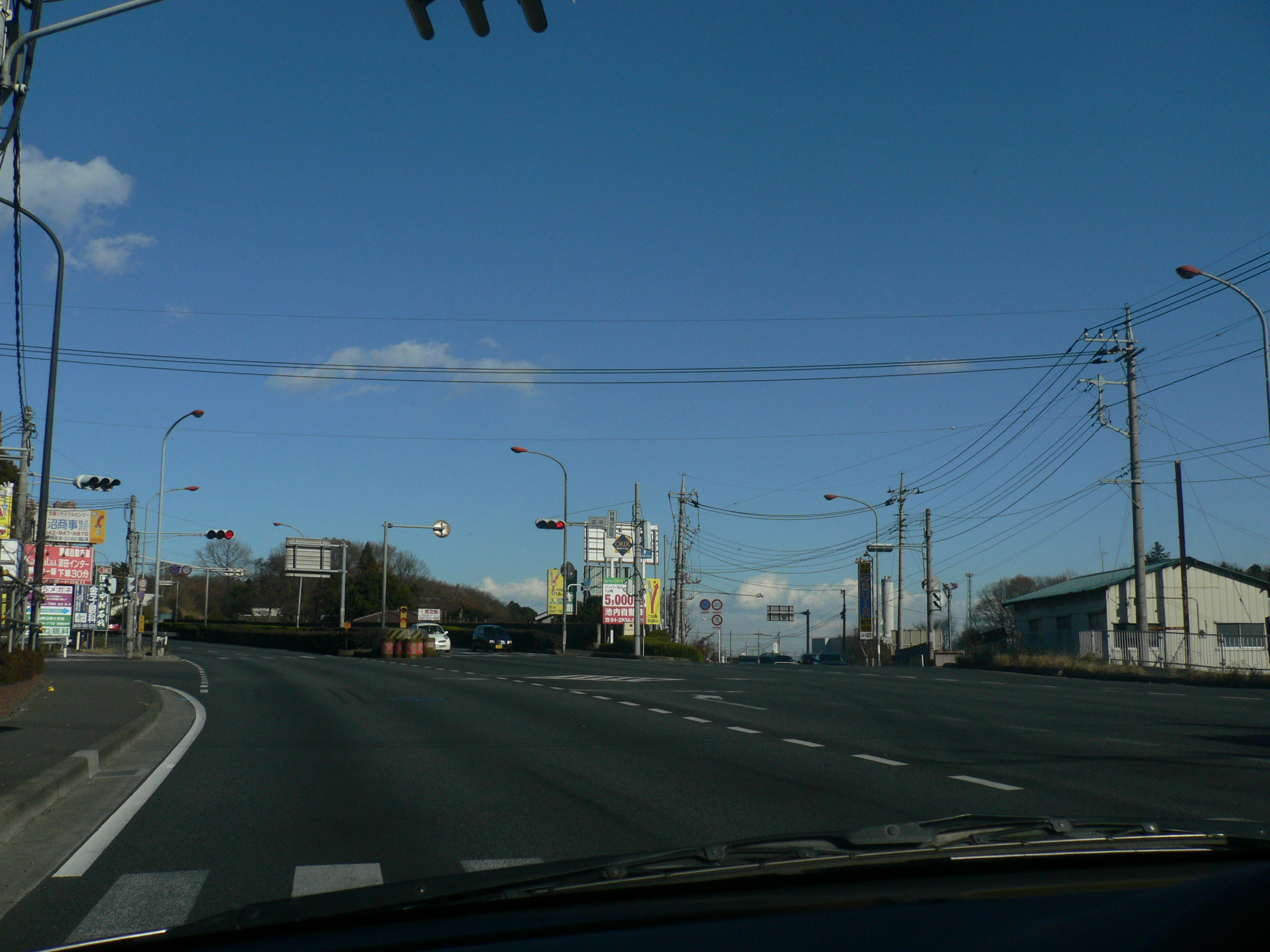
入間市宮寺交差点